# Les Ferdinand
Leslie "Les" Ferdinand OIB (n. 8 decembrie 1966, P. , ! ! .addington, Londra) este un fotbalist englez, retras din activitate. Este cunoscut în special pentru anii petrecuți ca atacant la Newcastle United și Queens Park Rangers, în anii '90, stilul său elegant de joc și calitățile fizice aducându-i convocarea în echipa națională de fotbal a Angliei. Este vărul jucătorilor de Premier League Rio și Anton Ferdinand, iar porecla sa este Sir Les.

## Cariera de club

### Primii pași
Ferdinand și-a început cariera în fotbalul divizionar, întâi la Southall și apoi la Hayes. A fost remarcat de Queens Park Rangers și s-a transferat acolo pentru 15.000 de lire sterline.

### Queens Park Rangers
Ferdinand a jucat la început în puține meciuri pentru QPR. A fost împrumutat de două ori, la Brentford, respectiv Beşiktaş Istanbul. A început să se impună la QPR în 1991, și în primul sezon ca titular, 1992-93, a înscris 24 de goluri în 42 de meciuri. Avea să înscrie până la urmă 90 de goluri în 183 de meciuri pentru Rangers, primind porecla Sir Les. Spre dezamăgirea, dar nu surprinderea fanilor QPR - se aștepta plecarea sa în urma sezonului '93-'94 - Ferdinand a fost vândut lui Newcastle în 1995, pentru 6 milioane de lire sterline, fosta echipă Hayes primind 600.000 de lire din această tranzacție (sumă importantă pentru o echipă de ligi inferioare), conform unei clauze din contractul de vânzare.

### Newcastle United
A marcat 29 de goluri în primul său sezon la Newcastle, și a contribuit substanțial la pretențiile de titlu avute de echipa sa în sezonul 1995/96. Între timp, absența sa a grăbit retrogradarea lui QPR, în același sezon. În acea perioadă a devenit unul dintre cei mai buni atacanți din Anglia, iar parteneriatul cu Alan Shearer (și la echipa națională) era unul de temut pentru fundașii adverși. Les Ferdinand a înscris 50 de goluri în 84 de meciuri pentru Newcastle. Ferdinand este încă iubit de fanii lui Newcastle, a fost aplaudat în picioare atunci când a intrat ca rezervă în meciul de retragere al lui Alan Shearer.

### Tottenham Hotspur
În 1997 Ferdinand a fost cumpărat de Spurs, echipa lui favorită din copilărie, din nou pentru 6 milioane de lire sterline. Accidentările au fost aproape să-i strice primul sezon la club, dar spre sfârșitul lui a format un cuplu bun de atac cu germanul Jürgen Klinsmann, și golurile celor doi au salvat-o pe Tottenham de la retrogradare. Ferdinand a contribuit la succesul lui Spurs din Cupa Ligii în 1999, echipa lui învingând-o pe Leicester City cu 1-0 pe Wembley, dar accidentările au făcut ca Les să înscrie doar 12 goluri în primele trei sezoane la club.
În ciuda acestui fapt, talentul lui Ferdinand și travaliul său l-au transformat într-un favorit al suporterilor lui Tottenham, și el le-a răsplătit încrederea marcând 10 goluri în sezonul 2000-2001 și 15 anul următor. A jucat în a doua finală a Cupei Ligii pentru club, împotriva celor de la Blackburn Rovers, dar a fost împiedicat să ridice din nou trofeul datorită paradelor lui Brad Friedel, pe atunci portar la Blackburn. Rovers au câștigat acel meci cu 2-1.
Les Ferdinand a marcat golul cu numărul 10.000 în istoria campionatului englez, pe 15 decembrie 2001, într-o partidă Tottenham-Fulham.

### West Ham
La mijlocul sezonului 2002/2003 s-a transferat la West Ham, marcând primul său gol într-un meci contra lui Tottenham. West Ham a retrogradat la finalul campionatului. Ferdinand a semnat cu Leicester ca agent liber, la începutul sezonului 2003/2004.

### Leicester
Ferdinand și-a demonstrat clasa prin marcarea a 14 goluri în prima ligă engleză, deși împlinise deja 37 de ani. După retrogradarea „Vulpilor” a semnat cu Bolton Wanderers.

### Bolton
Ferdinand a înscris pentru Bolton împotriva rivalilor de la Manchester United, dar a plecat de la echipă pe 2 ianuarie 2005. Patru zile mai târziu, a semnat cu Reading F.C.. Contractul a fost valabil până la terminarea sezonului 2004/2005.

### Watford
Ferdinand a stabilit un acord non-contractual cu echipa de Premier League Watford F.C., ca antrenor-jucător.

## Cariera internațională
Ferdinand a debutat în naționala Angliei în februarie 1993, într-un meci cu San Marino, marcând ultimul gol al Angliei într-o victorie cu 6-0 pe Wembley.
În tricoul Angliei, Ferdinand a strâns 17 selecții, marcând cinci goluri. A fost în lotul Angliei pentru Euro 1996 și Campionatul Mondial de Fotbal 1998. Deși Ferdinand a contribuit din plin la participarea lui Tottenham în lupta pentru titlu în sezonul 1995–1996, nu a fost folosit la Campionatul European din 1996, iar în 1998 o accidentare l-a ținut departe de teren.

## Statistici carieră
|               |                     |                | Campionat | Campionat | Cupă           | Cupă           | Cupa Ligii | Cupa Ligii | Continental | Continental | Total   | Total  |
| Sezon         | Club                | Campionat      | Meciuri   | Goluri    | Meciuri        | Goluri         | Meciuri    | Goluri     | Meciuri     | Goluri      | Meciuri | Goluri |
| Anglia        | Anglia              | Anglia         | Campionat | Campionat | FA Cup         | FA Cup         | League Cup | League Cup | Europa      | Europa      | Total   | Total  |
| ------------- | ------------------- | -------------- | --------- | --------- | -------------- | -------------- | ---------- | ---------- | ----------- | ----------- | ------- | ------ |
| 1986–87       | Queens Park Rangers | First Division | 2         | 0         |                |                |            |            |             |             |         |        |
| 1987–88       | Queens Park Rangers | First Division | 1         | 0         |                |                |            |            |             |             |         |        |
| 1987–88       | Brentford           | Third Division | 3         | 0         |                |                |            |            |             |             |         |        |
| Turcia        | Turcia              | Turcia         | Campionat | Campionat | Türkiye Kupası | Türkiye Kupası | Cupa Ligii | Cupa Ligii | Europe      | Europe      | Total   | Total  |
| 1988–89       | Beșiktaș            | Süper Lig      | 24        | 14        | 5              | 4              |            |            | 1           | 0           | 30      | 19     |
| Anglia        | Anglia              | Anglia         | Campionat | Campionat | FA Cup         | FA Cup         | League Cup | League Cup | Europa      | Europa      | Total   | Total  |
| 1989–90       | Queens Park Rangers | First Division | 9         | 2         |                |                |            |            |             |             |         |        |
| 1990–91       | Queens Park Rangers | First Division | 18        | 8         |                |                |            |            |             |             |         |        |
| 1991–92       | Queens Park Rangers | First Division | 23        | 10        |                |                |            |            |             |             |         |        |
| 1992–93       | Queens Park Rangers | Premier League | 37        | 20        |                | 2              |            | 2          |             |             |         | 24     |
| 1993–94       | Queens Park Rangers | Premier League | 36        | 16        |                | 0              |            | 2          |             |             |         | 18     |
| 1994–95       | Queens Park Rangers | Premier League | 37        | 24        |                | 1              |            | 1          |             |             |         | 26     |
| 1995–96       | Newcastle United    | Premier League | 37        | 25        | 2              | 1              | 5          | 3          | –           | –           | 44      | 29     |
| 1996–97       | Newcastle United    | Premier League | 31        | 16        | 3              | 1              | 1          | 0          | 4           | 4           | 40      | 21     |
| 1997–98       | Tottenham Hotspur   | Premier League | 21        | 5         | 2              | 0              | 1          | 0          | –           | –           | 24      | 5      |
| 1998–99       | Tottenham Hotspur   | Premier League | 24        | 5         | 7              | 0              | 4          | 0          | –           | –           | 35      | 5      |
| 1999–00       | Tottenham Hotspur   | Premier League | 9         | 2         | 0              | 0              | 0          | 0          | 0           | 0           | 9       | 2      |
| 2000–01       | Tottenham Hotspur   | Premier League | 28        | 10        | 4              | 0              | 3          | 0          | –           | –           | 35      | 10     |
| 2001–02       | Tottenham Hotspur   | Premier League | 25        | 9         | 3              | 1              | 5          | 5          | –           | –           | 33      | 15     |
| 2002–03       | Tottenham Hotspur   | Premier League | 11        | 2         | 0              | 0              | 2          | 0          | –           | –           | 13      | 2      |
| 2002–03       | West Ham United     | Premier League | 14        | 2         | 0              | 0              | 0          | 0          | –           | –           | 14      | 2      |
| 2003–04       | Leicester City      | Premier League | 29        | 12        | 2              | 1              | 0          | 0          | –           | –           | 31      | 13     |
| 2004–05       | Bolton Wanderers    | Premier League | 12        | 1         | 2              | 0              | 2          | 1          | –           | –           | 16      | 2      |
| 2004–05       | Reading             | Championship   | 12        | 1         | 0              | 0              | 0          | 0          | –           | –           | 12      | 1      |
| 2005–06       | Watford             | Championship   | 0         | 0         | 0              | 0              | 0          | 0          | –           | –           | 0       | 0      |
| Total         | Anglia              | Anglia         | 419       | 169       |                |                |            |            |             |             |         |        |
| Total         | Turcia              | Turcia         | 24        | 14        |                |                |            |            |             |             |         |        |
| Total carieră | Total carieră       | Total carieră  | 443       | 184       |                |                |            |            |             |             |         |        |